# Pablo Katchadjian
Pablo Katchadjian est un écrivain, poète et éditeur argentin né en 1977 à Buenos Aires,, où il réside. 

## Biographie
Il est né à Buenos Aires en 1977. Se consacrant à l'écriture, il a publié 7 ouvrages et est aussi responsable de Imprenta Argentina de Poesía (IAP), ce qui lui a permis d’auto-publier ses premières œuvres. Une controverse et une procédure judiciaire portent sur la façon dont il a intégré dans certaines de ses publications des travaux de Jorge Luis Borges en les «complétant». Il est attaqué notamment par María Kodama, héritière universelle de Borges. Pour autant, plusieurs écrivains argentins, comme Ricardo Piglia, ou encore César Aira, ont pris fait et cause pour lui,.

## Publications
Il a publié dans plusieurs maisons d’édition argentines des livres de poésie et de fiction, parmi lesquels :
- El cam del alch (IAP, 2005),
- El Martín Fierro ordenado alfabeticamente (IAP, 2007),
- El Aleph engordado (IAP, 2009)[5],[6],[4],
- Qué hacer (Bajo la luna, 2010)
- Gracias (Blatt & Ríos, 2011)[1],
- La cadena del desánimo (Blatt & Ríos, 2012)
- La libertad total (Bajo la luna, 2013).

Traductions françaises
- Quoi faire, traduction de Mikaël Gómez Guthart et Aurelio Diaz Ronda (Le Grand Os, 2014).
- Merci, traduction de Guillaume Contré (Vies parallèles, 2015)[1].
- La liberté totale, traduction de Mikaël Gómez Guthart (Le Nouvel Attila, 2019)